# Kalle-Heikki Narinen
Kaarlo Heikki (Kalle-Heikki) Narinen, född 16 juli 1933 i Viborg, död 7 februari 1999 i Helsingfors, var en finländsk arkitekt. 
Narinen utexaminerades från Tekniska högskolan i Helsingfors 1962. Efter praktik hos bland andra Aulis Blomstedt 1957–1960 och Heikki och Kaija Sirén var han stadsarkitekt i Träskända 1964–1966, stadsplanechef vid Helsingfors regionplansförbund 1966–1970 och planchef 1971–1978. Han ledde bland annat arbetet på Helsingforsregionens stomplan (1968) och en plan för regionens frilufts- och skyddsområden (1975). 
Sina främsta insatser gjorde dock Narinen som planeringschef i Keskus-Sato Oy och som verkställande direktör för Sato-arkkitehdit 1982–1999, där han ledde Satos bostadsplanering i hela Finland. Han ritade även Pohjolabolagens kursgård i Störsvik, Sjundeå (1989) och Hotell Baltlink i Tallinn, det senare tillsammans med Vilen Künnapu (1990). Han var medlem av Byggnadsstyrelsen 1973–1982 och styrelsemedlem, vice ordförande och ordförande för Finlands arkitektförbund 1973–1978.